# يامبل

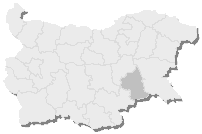
مدينة يامبل

يامبل (بالبلغارية: Ямбол) هي مدينة تقع جنوب شرق بلغاريا على ضفتي نهر التونجا في منطقة تراقيا التاريخية، ويحيط بها كل من: بورغاس، سليفن، ستارا زاغوارا، خاسكوفو، وتقع بين الحدود التركية والبلغارية. ويبلغ عدد سكان مدينة يامبل 151726 نسمة (2010م) وتبلغ مساحة المدينة 3336 كم مربع. المدينة هي المركز الإداري لمقاطعة يامبول.

## تاريخ المدينة
سكن البشر في المنطقة التي تقع بها يامبل منذ العصر الحجري الحديث. تقع مدينة كبيل القديمة التي يرجع تاريخها إلى نهاية الألفية الثانية قبل الميلاد على بعد نحو عشرة كيلومترات من مدينة يامبل. كانت كبيل إحدى أهم المدن وكان فيها واحد من قصور الملك. كما دخلها الملك فيليب الثاني المقدوني سنة 341 ق.م. وأعيد تأسيسها كمركز حضري إغريقي. وقعت كبيل بعد سقوط إمبراطورية الإسكندر الأكبر في القرن الثالث قبل الميلاد تحت حكم التراقيين القدماء مجددًا. وبعدها فتحها الرومان عام 71 ق.م، وألحقت فيما بعد بمقاطعة تراقيا الرومانية. كانت كبيل بحلول عام 136م من أكبر المعسكرات العسكرية الرومانية في المنطقة حيث أقام بها ما لا يقل عن 600 جندي. اُكتشفت مساكن عسكرية كبيرة للضباط في الحديقة الأثرية لكبيل.

## التركيبة السكانية
توزعت التركيبة الإثنية للأفراد ممن صرّحوا بهويتهم الإثنية بحسب بيانات تعداد عام 2011 على النحو الآتي:
- بلغار: 59,899 نسمة (87.1%)
- غجر: 4,263 نسمة (6.2%)
- بلغار ترك: 3,185 نسمة (4.6%)
- آخرون: 296 نسمة (0.4%)
- غير معرّف: 1,101 نسمة (1.6%)
  - لم يصرحوا: 11,718 نسمة (8.5%)

المجموع: 74,132 نسمة

## المناخ
يظهر الجدول التالي التغييرات المناخية على مدار السنة ليامبل:
| البيانات المناخية لـيامبل         | البيانات المناخية لـيامبل | البيانات المناخية لـيامبل | البيانات المناخية لـيامبل | البيانات المناخية لـيامبل | البيانات المناخية لـيامبل | البيانات المناخية لـيامبل | البيانات المناخية لـيامبل | البيانات المناخية لـيامبل | البيانات المناخية لـيامبل | البيانات المناخية لـيامبل | البيانات المناخية لـيامبل | البيانات المناخية لـيامبل | البيانات المناخية لـيامبل |
| الشهر                             | يناير                     | فبراير                    | مارس                      | أبريل                     | مايو                      | يونيو                     | يوليو                     | أغسطس                     | سبتمبر                    | أكتوبر                    | نوفمبر                    | ديسمبر                    | المعدل السنوي             |
| --------------------------------- | ------------------------- | ------------------------- | ------------------------- | ------------------------- | ------------------------- | ------------------------- | ------------------------- | ------------------------- | ------------------------- | ------------------------- | ------------------------- | ------------------------- | ------------------------- |
| متوسط درجة الحرارة الكبرى °م (°ف) | 6.5 (43.7)                | 8.7 (47.7)                | 13.6 (56.5)               | 18.4 (65.1)               | 24.1 (75.4)               | 28.2 (82.8)               | 31.1 (88.0)               | 31.2 (88.2)               | 25.7 (78.3)               | 19.5 (67.1)               | 13.7 (56.7)               | 7.6 (45.7)                | 19.0 (66.2)               |
| المتوسط اليومي °م (°ف)            | 3.3 (37.9)                | 4.4 (39.9)                | 8.4 (47.1)                | 13.0 (55.4)               | 18.2 (64.8)               | 22.5 (72.5)               | 25.2 (77.4)               | 25.0 (77.0)               | 20.3 (68.5)               | 15.0 (59.0)               | 9.6 (49.3)                | 4.1 (39.4)                | 14.1 (57.4)               |
| متوسط درجة الحرارة الصغرى °م (°ف) | 0.0 (32.0)                | 0.2 (32.4)                | 3.6 (38.5)                | 7.8 (46.0)                | 12.5 (54.5)               | 16.8 (62.2)               | 19.3 (66.7)               | 19.2 (66.6)               | 14.8 (58.6)               | 10.3 (50.5)               | 5.5 (41.9)                | 0.7 (33.3)                | 9.1 (48.4)                |
| الهطول مم (إنش)                   | 45.5 (1.79)               | 41.6 (1.64)               | 32.8 (1.29)               | 34.3 (1.35)               | 59.8 (2.35)               | 50.7 (2.00)               | 50.9 (2.00)               | 40.7 (1.60)               | 70.3 (2.77)               | 49.7 (1.96)               | 34.6 (1.36)               | 58.9 (2.32)               | 569.7 (22.43)             |
| ساعات سطوع الشمس الشهرية          | 106                       | 132                       | 181                       | 203                       | 274                       | 303                       | 339                       | 329                       | 242                       | 181                       | 133                       | 101                       | 2٬525                     |
| المصدر: weatheronline.co.uk       |                           |                           |                           |                           |                           |                           |                           |                           |                           |                           |                           |                           |                           |

## القرى والتقسيمات
- بولياروفو .
- ايلهوفو .
- سترالدزها .
- تونجها .
- يامبل .

## توأمة
ليامبل اتفاقيات توأمة مع كل من:
- أدرنة
- إيجيفسك
- ترجو جيو
- دبلن
- فيلجويف
- سرادية
- بيرديانسك

## أعلام
- دانيال آسينو
- غيورغي غوسبودينوف
- سيميون تشاموف
- بافلين إيفانوف
- ديميتار انجيلوف
- مراد غيراي